# Federico Báez
Federico Guillermo Báez (Asunción del Paraguay, Virreinato del Río de la Plata, septiembre de 1810 - Buenos Aires, Argentina, agosto de 1879) fue un militar argentino de origen paraguayo que participó en las guerras civiles argentinas. En sus últimos años, ejerció algunos cargos políticos en su país de origen, luego de la Guerra del Paraguay.

## Biografía
Nacido en Asunción del Paraguay (Virreinato del Río de la Plata), era muy joven cuando su familia se exilió en Corrientes, huyendo de la persecución del dictador Francia. En 1820, era alumno de la escuela de náutica de Buenos Aires, y luego regresó a Corrientes.
Se inició en las armas en 1826, durante la Guerra del Brasil, a órdenes de Juan Lavalle, a cuyas órdenes combatió en Bacacay e Ituzaingó. Lo acompañó en la revolución de diciembre de 1828 y la guerra civil que siguió.
Se exilió en 1830 a Uruguay, desde donde participó en la frustrada invasión de Lavalle a Entre Ríos.
Se enroló en el ejército a órdenes del presidente uruguayo Fructuoso Rivera, y lo acompañó en varias de sus campañas contra sus enemigos Juan Antonio Lavalleja y Manuel Oribe. Combatió a órdenes de Rivera en Carpintería, Palmar y Cagancha. Después pasó a Corrientes, y acompañó a Lavalle en su larga campaña contra Rosas, participando en las batallas de Yeruá, Don Cristóbal, Sauce y Quebracho Herrado.
Regresó a través del Chaco a Corrientes, donde se puso a órdenes del general Paz y luchó en la batalla de Caaguazú, donde logró el ascenso a coronel. Hizo la campaña de Paz a Entre Ríos, y, a órdenes de Rivera, participó en la batalla de Arroyo Grande (1842).
Participó en la defensa contra el sitio de Montevideo, y posteriormente acompañó a Rivera en su campaña por el interior de la República Oriental; fue derrotado por Urdinarrain en Paso del Polanco.
Regresó a Corrientes en 1844, enviado por Rivera, para ponerse nuevamente a órdenes de Paz. Este lo hizo nombrar jefe de Estado Mayor del ejército paraguayo que colaboró en la campaña de 1846 contra la invasión de Urquiza, en que no llegó a combatir. Era el segundo de Francisco Solano López, el futuro presidente. Como consecuencia de la fracasada revolución de Paz contra Madariaga, huyó al Paraguay, y de allí a Brasil.
De regreso, formó nuevamente en la defensa de Montevideo, se unió al Ejército Grande de Urquiza y participó en la batalla de Caseros. Permaneció leal a Urquiza cuando estalló la revolución de septiembre de 1852, y se retiró a Santa Fe. Fue enviado por Urquiza a Buenos Aires, en un intento de mediar ante su antiguo jefe, el general Paz. Poco después intentó convencer al general Manuel Olazábal de que le entregara la isla Martín García.
Ocupó cargos militares en Entre Ríos y Santa Fe. Años después, se pasó a las filas porteñas poco después de la batalla de Pavón, y entregó la ciudad de Rosario. Fue jefe del puerto de Rosario durante la presidencia provisoria de Bartolomé Mitre, en 1862.
A fines de 1862 fue nombrado capitán del puerto de Corrientes, cargo que ocupaba al producirse la invasión paraguaya de abril de 1865, que inició la Guerra del Paraguay. Intentó defender el puerto del ataque enemigo, pero no logró resistir y huyó a incorporarse a la división del general Wenceslao Paunero. Apoyó a éste en su intento de recuperar la ciudad, y tras el nuevo fracaso se retiró con él a Goya. De allí pasó a la costa del río Uruguay, y participó en la batalla de Yatay y en el sitio de Uruguayana.
Cuando las fuerzas aliadas pasaron al ataque, fue el jefe de la legión paraguaya en la guerra contra su propio país. Si bien al principio esa fuerza estaba formada por voluntarios, con el avance de la guerra la Legión estuvo formada cada vez más por prisioneros incorporados a la fuerza al ejército de la Triple Alianza. Tuvo un papel destacado en la batalla de Tuyutí.
Pidió la baja del Ejército Argentino en 1870, y fue capitán del puerto de Asunción, senador nacional, auditor de guerra, fiscal general, etc. Pero la anarquía reinante y el dominio que los brasileños ejercieron sobre los varios gobiernos marionetas del Paraguay lo obligaron a regresar a Buenos Aires.
Falleció en Buenos Aires en agosto de 1879.